# Tobias Reinholt
Tobias Reinholt (* 4. Juli 1995 in Horsens) ist ein dänischer Basketballspieler.

## Werdegang
Reinholt entstammt der Jugendarbeit des Horsens IC (HIC). Ab 2011 nahm er mit HICs Herrenmannschaft an Spielen der höchsten dänischen Spielklasse, Basketligaen, teil.
2013 wechselte der Däne zu Kouvot Basket in die finnische Korisliiga. Der Durchbruch gelang dem 2,08 Meter großen Innenspieler dort nicht. Er bestritt insgesamt 15 Ligaspiele für Kouvot. Im November 2014 wurde er mittels Leihabkommen an die zweite Mannschaft von Tampereen Pyrintö abgegeben, mit der er in der zweithöchsten Liga Finnlands spielte. In der Sommerpause 2015 wurde er vom amtierenden belgischen Meister Telenet Oostende verpflichtet. Er kam aber nicht in Oostendes Profimannschaft zum Einsatz. In der Saison 2016/17 war Reinholt wieder in Horsens, kam für den HIC auf neun Basketligaen-Einsätze.
Anfang Oktober 2017 schloss sich der Däne dem spanischen Viertligisten CB Narón an. Dort war zeitweilig sein Bruder Esben Reinholt sein Mannschaftskamerad. Zur Saison 2018/19 kehrte Reinholt in sein Heimatland zurück und wurde Mitglied der Nachwuchsfördermannschaft der Bakken Bears, EBBA, die ebenfalls am Basketligaen-Spielbetrieb teilnahm. Im Januar 2019 wurde er vom dänischen Erstligisten Randers Cimbria unter Vertrag genommen. Zur Saison 2019/20 wechselte Reinholt innerhalb der dänischen Liga zum Team FOG Næstved.
In der Saison 2020/21 bestritt er für die Nachwuchsfördermannschaft der Bakken Bears, EBBA, neun Einsätze, Anfang Januar 2021 ging er zum Horsens IC zurück. Reinholt nahm wieder ein Angebot aus Spanien an und wurde im September 2021 Mitglied der Viertligamannschaft CAB Estepona. Im Sommer 2022 wechselte er innerhalb der Liga zu CB Navas Viscola.
2014 gab Reinholt seinen Einstand in der dänischen A-Nationalmannschaft. Er nahm mit der Auswahl unter anderem an der Europameisterschaftsausscheidung teil.
Sein Vater Steffen Reinholt war Leistungsbasketballspieler.